# Scopula leucopis
Scopula leucopis är en fjärilsart som beskrevs av Louis Beethoven Prout 1926. Scopula leucopis ingår i släktet Scopula och familjen mätare. Inga underarter finns listade.